# Cyrtognatha pathetica
Cyrtognatha pathetica is een spinnensoort in de taxonomische indeling van de strekspinnen.
Het dier behoort tot het geslacht Cyrtognatha. De wetenschappelijke naam van de soort werd voor het eerst geldig gepubliceerd in 2009 door Dimitrov & Hormiga.